# 奧班農訴NCAA案
《奧班農訴NCAA案》是美國的一起反壟斷集體訴訟。

## 案情
本案第一原告為加州大學洛杉磯分校畢業的原校隊籃球員愛德華·奧班農。他因為不滿藝電在《NCAA籃球系列》電子遊戲中使用了他的肖像，卻沒有向他支付肖像權使用費（因为加大洛杉磯分校所屬的國家大學體育協會（NCAA）禁止向學生運動員發放除獎學金以外的任何收益），而將NCAA、藝電、以及校際體育特許授權公司告上法庭。奧班農主張：學生運動員在結束運動生涯以後，如果NCAA使用其肖像作牟利之用，大學生運動員應該獲得部份收益。但NCAA則主張：學生運動員獲得任何此類收益，都與大學聯賽的「業餘性質」不符。訴訟開始後，先後有20名前大學運動員加入原告奧班農一方。
2014年8月8日，加州北區聯邦地區法院裁定：NCAA拒絕和學生運動員分享肖像權收益的做法，已經違反了美國的反壟斷法。而本案的另外兩個被告藝電和校際體育特許授權公司，則在宣判之前和原告達成的價值4000萬美元的庭外和解：超過10萬名肖像曾在《NCAA美式足球系列》或《NCAA籃球系列》中出現的前大學運動員，每人最多可獲得四千美元的賠償。
NCAA事後提出了上訴，但被美國最高法院駁回。各級法院更要求NCAA支付4220萬美元訴訟費。

## 事後
事後NCAA向藝電發出通牒：不准藝電在電子遊戲中使用NCAA的品牌或運動員肖像。藝電因此被迫停止開發《NCAA美式足球系列》。